# NGC 6855
NGC 6855 est une vaste galaxie lenticulaire barrée située dans la constellation du Télescope. Sa vitesse par rapport au fond diffus cosmologique est de 4 228 ± 24 km/s, ce qui correspond à une distance de Hubble de 62,4 ± 4,4 Mpc (∼204 millions d'al). NGC 6855 a été découverte par l'astronome britannique John Herschel en 1834.

## Groupe d'ESO 185-54
Selon A. M. Garcia NGC 6855 fait partie du groupe d'ESO 185-54. Ce groupe de galaxies renferme au moins neuf membres. Les autres galaxies sont NGC 6848, NGC 6862, NGC 6867, IC 4935, IC 4950, IC 4952, IC 4963 et ESO 185-54.